# Ottendorf (bei Kiel)
Ottendorf ist eine Gemeinde im Kreis Rendsburg-Eckernförde in Schleswig-Holstein.

## Geografie

### Geografische Lage
Das Gemeindegebiet von Ottendorf erstreckt sich im nordwestlichen Bereich der naturräumlichen Haupteinheit des Ostholsteinischen Hügel- und Seenlands (Nr. 702) westlich, und in Teilen direkt angrenzend, von der Landeshauptstadt Kiel am Bachlauf der Kronshagen-Ottendorfer-Au.

### Gemeindegliederung
Siedlungsgeographisch gliedert sich das Gemeindegebiet in die Wohnplätze der Dorflage gleichen Namens und die Häusergruppen Bornbrook I, Rögen und Waterblöcken.

### Nachbargemeinden
Direkt angrenzende Gemeindegebiete von Ottendorf sind:
|          | Neuwittenbek, Suchsdorf                     |                  |
| Quarnbek | Kompassrose, die auf Nachbargemeinden zeigt | Kronshagen       |
|          | Melsdorf                                    | Kiel (Mettenhof) |

## Geschichte
Ottendorf wurde 1270 erstmals urkundlich erwähnt. Der Ortsname bedeutet „Dorf des Otto“.
Die Bahnstrecke Kiel–Flensburg verlief von ihrer Eröffnung 1881 bis zur Einweihung der Levensauer Hochbrücke 1894 über die Ottendorfer Feldmark zur Drehbrücke am Eider-Kanal, wo sie auf der gegenüberliegenden Seite Altwittenbek erreichte.

## Politik

### Gemeindevertretung
Bei der Kommunalwahl am 14. Mai 2023 wurden insgesamt elf Sitze vergeben. Von diesen erhielt die CDU sechs Sitze und die Kommunale Wählergemeinschaft fünf Sitze.

### Wappen
Blasonierung: „Gespalten. Vorn von Silber und Rot im Zinnenschnitt schräg geteilt. Hinten in Blau schwebend das silberne, oberhalb des Tores der ortstypischen historischen Bauernhäuser angebrachte Holzgefüge, das in einem quadratischen Rahmen ein über eine Raute gelegtes Andreaskreuz zeigt (sog. Bauerntanz).“

## Wirtschaft und Verkehr
Bis in die 1960er Jahre war die Gemeinde überwiegend landwirtschaftlich geprägt. Heute wohnen in Ottendorf auch viele Pendler, die in Kiel arbeiten.
Die Gemeinde hat mit der Buslinie 765 im Verkehrsverbund Region Kiel eine direkte Anbindung aus/ins Kieler Stadtgebiet.